# Bombardeo de Darmstadt
El bombardeo de Darmstadt fue una serie de bombardeos estratégicos en la capital del Estado Popular de Hesse, en Alemania, durante la Segunda Guerra Mundial. El ataque aéreo más devastador sobre Darmstadt ocurrió en la noche del 11 al 12 de septiembre de 1944, cuando el Grupo N.º 5 de la Real Fuerza Aérea (RAF) bombardeó la ciudad, evento conocido como "Brandnacht" (Noche del Incendio en alemán).Unos 66,000 de los 110,000 habitantes de Darmstadt en ese momento se quedaron sin hogar, y la ciudad perdió entre 12,500 y 13,500 habitantes durante toda la guerra. El monumento caligráfico Darmstädter Brandnamen enumera alrededor de 4,000 nombres. Darmstadt tenía varios objetivos industriales importantes, incluidas las plantas químicas Merck y Rohm und Haas, así como redes de comunicaciones militares.

## Antecedentes
Desde 1940 hasta septiembre de 1944, Darmstadt ya había sido objetivo de varios ataques aéreos, aunque estos aún no tenían el poder destructivo de la noche del 11 de septiembre de 1944.En la noche del 23 al 24 de septiembre de 1943, Darmstadt fue bombardeada por 21 Avro Lancasters y 8 De Havilland Mosquitos del Grupo N.º 8 de la RAF como una incursión de distracción para alejar a los cazas nocturnos de la incursión principal de 628 aviones en Mannheim. 
En la noche del 24 al 25 de abril de 1944, algunos aviones de la RAF bombardearon Darmstadt y otras ciudades cuando, debido a la baja nubosidad, no lograron encontrar el objetivo principal de la noche que era Karlsruhe.
El ataque del 5.º Grupo de la RAF en la noche del 25 al 26 de agosto de 1944 fracasó cuando el bombardero principal tuvo que regresar a la base y sus adjuntos fueron derribados en el camino. Las bengalas de la "Fuerza de Iluminación" cayeron demasiado al oeste. Como resultado, la mayor parte de la Fuerza Principal no bombardeó en absoluto, y algunos se desviaron para bombardear Rüsselsheim en su lugar. Las pocas bombas que impactaron en la ciudad alcanzaron 95 edificios y mataron a 8 personas.
Después de la incursión principal, en la noche del 23 al 24 de febrero de 1945 se realizó otra incursión de distracción con 4 Mosquitos para alejar a los cazas nocturnos del objetivo principal de Pforzheim.

## Preparativos

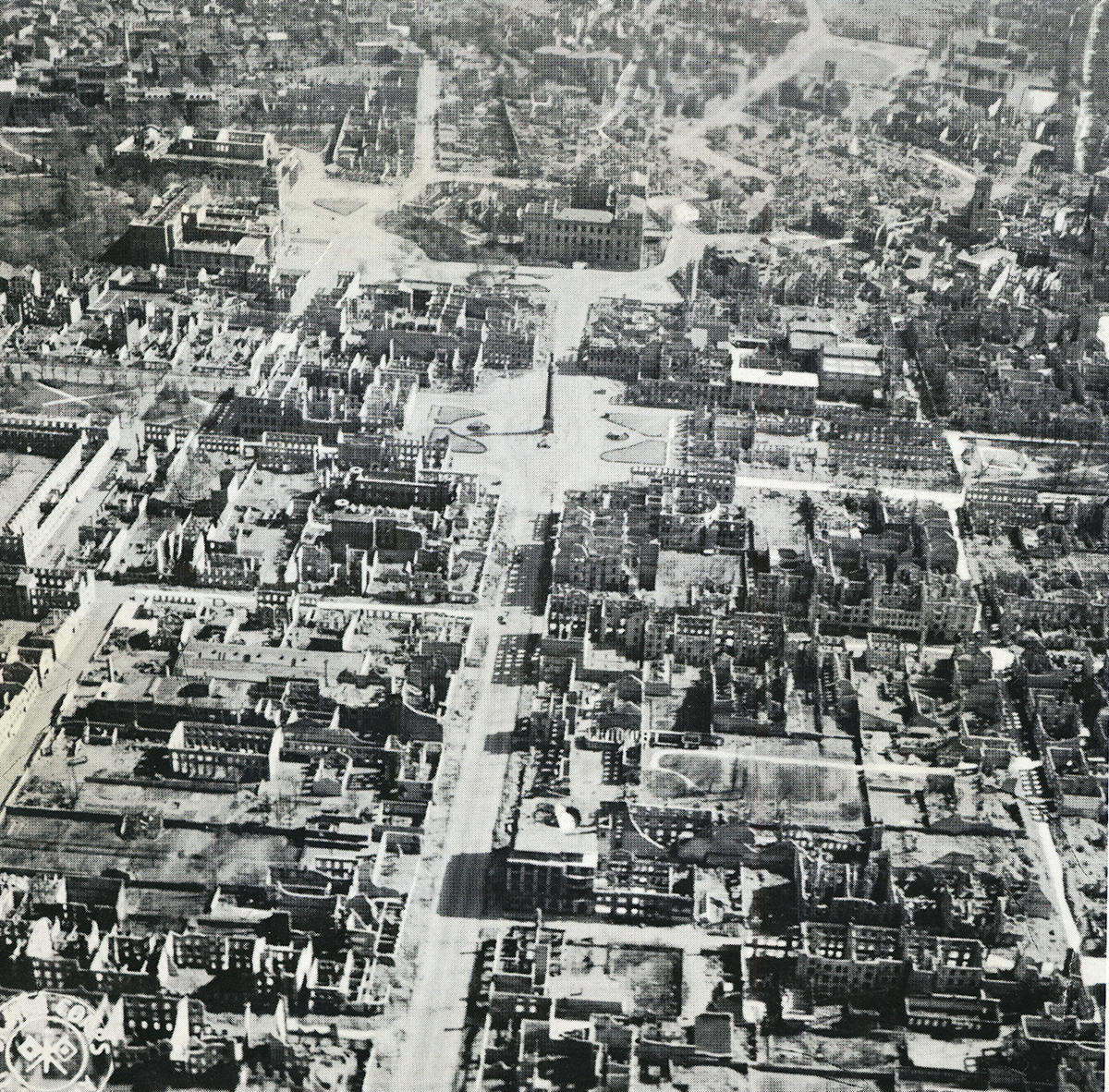
Daños en Darmstadt tras el bombardeo del 11 de septiembre de 1944.

No había motivos serios para considerar a Darmstadt como objetivo. El escritor militar Max Hastings explicó la selección de objetivos del Comando de Bombarderos usando Darmstadt como ejemplo: "En una noche determinada, una combinación de clima, fuerzas disponibles y el estado de las defensas alemanas determinaron cuál era elegido para el ataque". ("Cada noche, una combinación de condiciones climáticas, unidades disponibles y el estado de la defensa alemana determinaron la selección del objetivo del ataque".) En el momento del ataque, el Grupo N.º 5 de Bombarderos fueron dotados con nuevos métodos de marcado y bombardeo. Su eficacia podría probarse mejor en una ciudad no destruida. Además, en esta prueba se debían minimizar las propias pérdidas manteniendo la distancia de vuelo sobre territorio enemigo lo más corta posible. Todos estos criterios se aplicaron a Darmstadt.
La selección exacta de las zonas de la ciudad a bombardear se realizó mediante fotografías aéreas, mapas de densidad de población y mapas catastrales de seguros contra incendios. Los mapas catastrales habían sido depositados por compañías alemanas de seguros contra incendios en compañías de reaseguros británicas antes de la guerra. Se eligió el casco antiguo de Darmstadt como zona central del ataque porque era allí donde la proporción de madera en la masa total del edificio era mayor. Esto la convirtió en el objetivo central óptimo para provocar una tormenta de fuego en Darmstadt.
Antes del bombardeo , el área objetivo en forma de abanico de los bombarderos Mosquito estaba delimitada por marcadores rojos y verdes (los llamados árboles de Navidad). Esto fue monitoreado por un bombardero maestro que volaba a gran altura y conectado por radio con los pilotos marcadores. El ataque comenzó a las 22:35 con la colocación de un marcador blanco en el “patio de armas” (un área prominente entonces subdesarrollada en el oeste de la ciudad entre Rheinstrasse y Holzhofallee, al sureste de la estación principal de trenes (lugar donde en la actualidad se encuentra la Facultad de Ciencias Aplicadas de la Universidad de Darmstadt). Lanzó una cadena de marcado verde al antiguo matadero de Darmstadt (en el área de la actual Waldspirale) y una cadena de marcado roja, en un ángulo de 90 grados desde el punto objetivo hasta el primero, al Böllenfalltorstadion. Al principio algunas marcas verdes fueron arrastradas por el viento hacia la estación central de Darmstadt, que no se encontraba en la zona objetivo prevista. El bombardero maestro los canceló con marcadores amarillos y volvió a lanzar parte de la cadena de marcadores verdes. Luego, el bombardero maestro volvió a comprobar la zona objetivo de Darmstadt en una trayectoria de vuelo más baja, determinó las altitudes exactas de aproximación y lanzó el ataque.

## Incursión principal

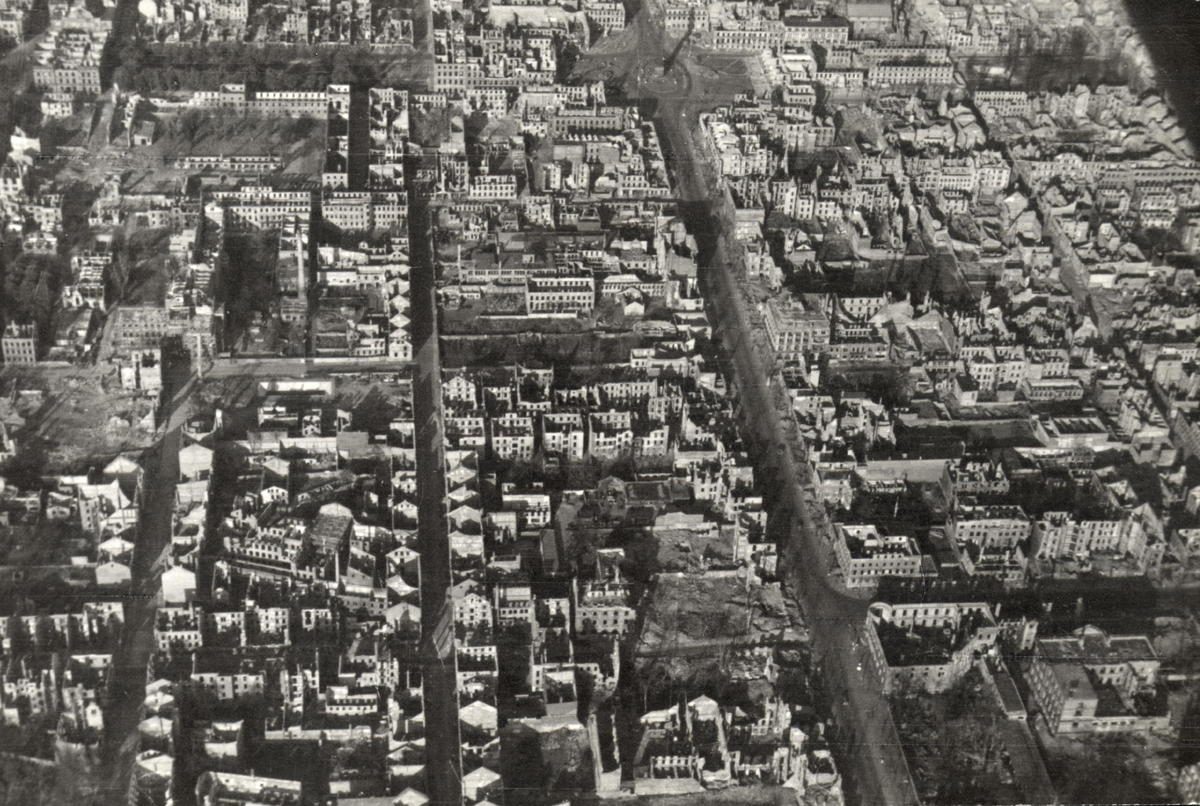
Zona occidental de Darmstadt después del ataque.

El ataque principal a Darmstadt fue llevado a cabo por el Grupo N.º 5 de la RAF en la noche del 11 al 12 de septiembre de 1944, cuando 226 Lancaster y 14 Mosquitos fueron enviados al centro medieval de la ciudad, ya que las casas allí estaban construidas principalmente de madera. El ataque debía incorporar una nueva técnica según la cual, en lugar de que los bombarderos volaran a lo largo de un solo camino a través del objetivo, los bombarderos bombardearían a lo largo de un abanico de caminos sobre la ciudad. La intención era distribuir deliberadamente la carga de bombas. El ataque provocó un feroz incendio en el centro y en los distritos inmediatamente al sur y al este. La destrucción de viviendas en esta área fue casi completa.La RAF perdió 12 Lancaster, el 5,3 por ciento de la fuerza de bombarderos,  tras encontrarse con un número inusualmente grande de cazas alemanes.
Entre las industrias conocidas por la RAF en Darmstadt, la fábrica química de Rohm und Haas no fue destruida, mientras que la fábrica química de Merck sufrió graves daños y los daños adicionales provocaron una pérdida de producción de aproximadamente un mes de trabajo en la industria local de producción y fabricación de metales.

El diario de campaña del 60.º aniversario del Mando de Bombardeo de la Real Fuerza Aérea de septiembre de 1944 afirmaba:
"El ataque a Darmstadt, con su extensa destrucción por fuego y sus numerosas víctimas, fue considerado por los alemanes como un ejemplo extremo de "bombardeo terrorista" de la RAF y sigue siendo un tema delicado debido a la supuesta ausencia de industrias importantes en la ciudad. El Mando de Bombardeo defendió el ataque señalando las comunicaciones ferroviarias que pasaban por Darmstadt; la directiva para la ofensiva contra las comunicaciones alemanas aún no había sido enviada al Mando de Bombardeo, aunque es posible que se hubiera recibido un aviso previo de la directiva. Darmstadt era simplemente una de las ciudades alemanas de tamaño medio y de menor importancia que sucumbió a las técnicas de ataque de área mejoradas del Mando de Bombardeo en los últimos meses de la guerra, cuando muchas de las ciudades más grandes ya no valían la pena bombardear."
Al comienzo, los bomberos de Darmstadt extinguieron su propio parque de bomberos en la Kirchstrasse (centro de la ciudad) para seguir disponiendo del equipamiento necesario para combatir los incendios. Se dio una gran alarma a todos los bomberos de toda la zona del Rin-Meno y todos los bomberos disponibles se reunieron en Darmstadt. A las seis de la mañana ya habían llegado más de 3,000 bomberos con 220 vehículos motorizados. Sin embargo, no pudieron controlar la tormenta de fuego ni llegar a los miles de personas enterradas en los sótanos del casco antiguo. La enorme generación de calor de más de 1,000 °C y los graves daños en las carreteras dificultaron considerablemente las labores de extinción de incendios y rescate. La tormenta de fuego sólo pudo contenerse en sus bordes.

## Daños y víctimas

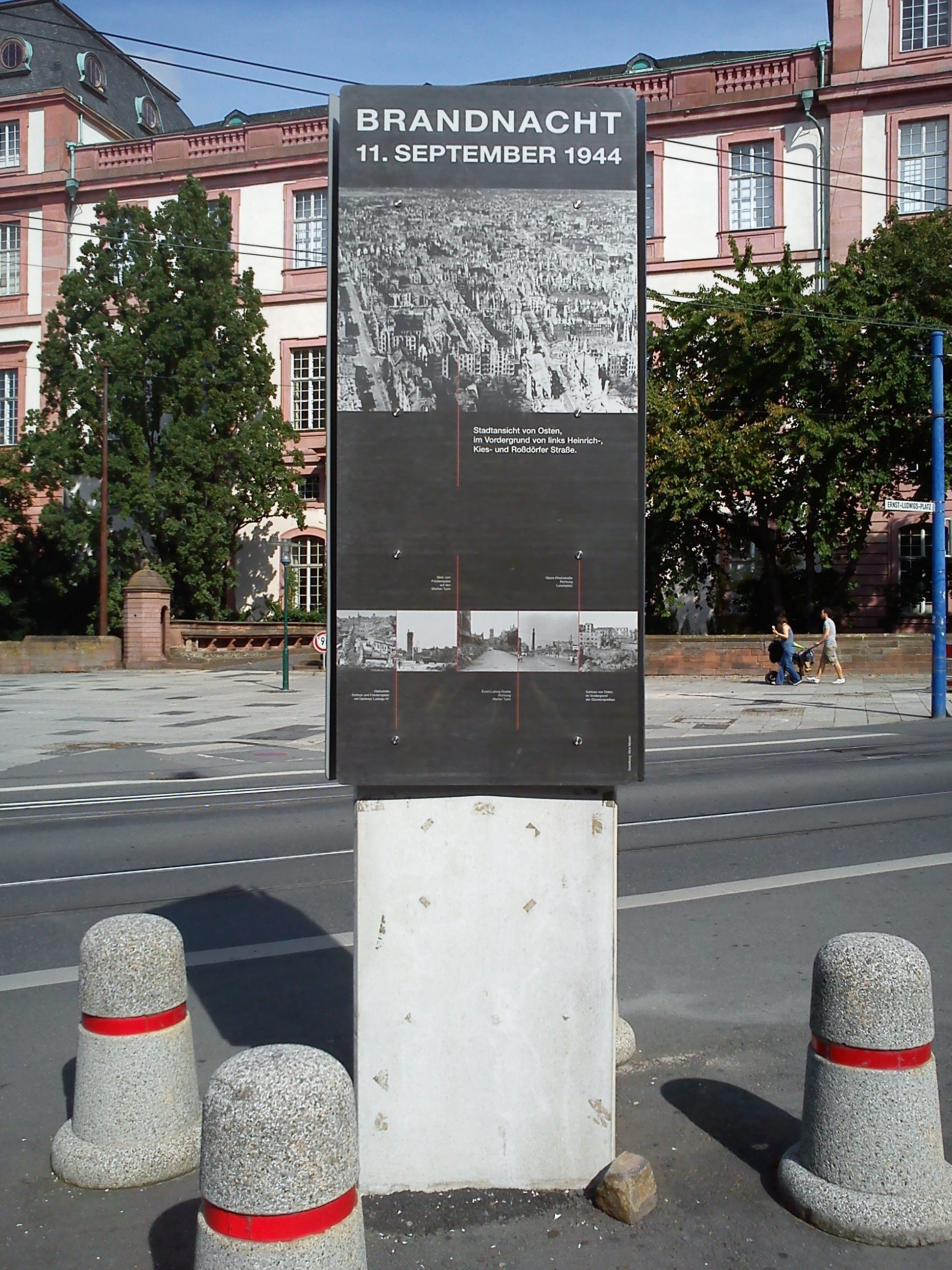
Monumento conmemorativo a las víctimas del bombardeo de Darmstadt.

La mayoría de los que buscaron refugio en los sótanos, a menos que fueran asesinados por los escombros durante el ataque, murieron asfixiados o quemados vivos en los sótanos. Sólo en raras ocasiones era posible escapar de los sótanos por la calle, porque el calor era demasiado intenso y en ocasiones el alquitrán de la calzada se había encendido. 11,500 personas fueron víctimas del ataque en el densamente poblado centro de la ciudad. Alrededor de 66,000 de los 110,000 residentes de entonces se quedaron sin hogar. Alrededor del 20 por ciento de las víctimas eran niños menores de 16 años. Por cada 100 hombres muertos, había 181 mujeres muertas. Entre los muertos había 368 prisioneros de guerra y 492 trabajadores forzados.Según diversas estimaciones, un total de entre 12,500 y 13,500 personas murieron en Darmstadt como resultado de todos los ataques aéreos aliados (siguieron algunos más pequeños) hasta el final de la guerra en 1945. En la Torre Blanca se encuentra el monumento caligráfico a los nombres del incendio de Darmstadt , que enumera alrededor de 4,000 nombres de víctimas.La mayoría de las víctimas fueron enterradas en una fosa común en el cementerio de Darmstadt. Cada año, con motivo del aniversario del atentado, se celebra en el centro de la ciudad un acto conmemorativo organizado por la ciudad de Darmstadt.
El 99% del casco antiguo y el centro de la ciudad fue destruido, en total el 78% de los edificios de Darmstadt. Los daños materiales causados por el ataque se estimaron entonces en 1,500 millones de marcos. Los objetivos potenciales de importancia militar o armamentista, como la zona industrial en el oeste de la ciudad, las instalaciones ferroviarias y las instalaciones militares, por ejemplo en Kavalleriesand o en el sur de Bessungen, apenas sufrieron daños en el ataque porque no estaban en el lugar real del área objetivo.
El 13 de septiembre, un día y medio después de la RAF, la Octava Fuerza Aérea bombardeó la estación ferroviaria. No sólo causó daños allí, sino que también destruyó una zona residencial en el norte de la ciudad que había sobrevivido ilesa al ataque nocturno.